# Mancalla
Pour la famille de jeux de société, voir Mancala.
Genre
Mancalla est un genre fossile d’Alicidés, des oiseaux incapables de voler qui vivaient de la fin du Miocène au début du Pliocène sur la côte Pacifique.

## Classification
Le nom valide complet (avec auteur) de ce taxon est Mancalla Lucas, 1901,,.

### Fossiles
Selon Paleobiology Database en 2023, le nombre de collections de fossiles est de 27 pour 32 occurrences.

### Répartition
Certains fossiles ont été trouvés dans ce qui est aujourd’hui la Californie et le Mexique. Trois collections du Quaternaire viennent du Japon.

### Espèce type
Son espèce type est Mancalla californiensis (Lucas 1901).

## Liste des espèces
Selon Paleobiology Database en 2023, le nombre d'espèces référencées est de quatre :
- Mancalla californiensis Lucas, 1901 - espèce type
- Mancalla cedrosensis Howard, 1971
- Mancalla lucasi Smith, 2011
- Mancalla vegrandis Smith, 2011

### Publication originale
- [1901] (en) Frederic A., « A flightless auk, Mancalla californiensis, from the Miocene of California », Proceedings of the US National Museum, vol. 24, no 1245,‎ 1901, p. 133-134 (lire en ligne).